# 九龍巴士276A線
九龍巴士276A線是香港新界的一條日間巴士路線，來往天水圍（天恆邨）及太平，途經天水圍南、上水等地區。
本路線為1999年運輸署公開招標的天水圍北巴士路線之一，也是該批巴士路線中最遲投入服務的一條。
由于本路线在太平开出的尾班车为凌晨1:05，为天水围众路线当中，服务时间最长的路线。

## 歷史
運輸署於1999年7月19日推出兩組共13條分別服務將軍澳南與天水圍北的巴士路線，邀請各現有專營巴士公司申請營辦，其中天水圍北組別的六條路線當中，包含一條往返上水的新線。競投結果於同年11月30日公佈，天水圍北組別由九巴投得。
- 2001年4月10日：路線開辦，來往天恆邨及太平。[6]
- 2001年12月1日：配合羅湖口岸延長通關時間至24:00，由太平開出的尾班車延至深夜1時。
- 2004年7月4日：路線改由天瑞路往來天水圍南部及北部，其餘路線服務由276B線取代。
- 2014年11月22日：配合264M線停辦，新增與276及276P線之八達通轉乘優惠，以方便原有天水圍北來往元朗的乘客。
- 2015年6月27日：增設到站時間預報。[7]
- 2016年5月9日：增設由天富苑欣富閣開往太平之特別班次。

## 服務時間及班次
| 天水圍（天恆邨）開 | 天水圍（天恆邨）開 | 天水圍（天恆邨）開 | 太平開           | 太平開      | 太平開       |
| 日期               | 服務時間           | 班次（分鐘）       | 日期             | 服務時間    | 班次（分鐘） |
| ------------------ | ------------------ | ------------------ | ---------------- | ----------- | ------------ |
| 星期一至五         | 05:20-05:40        | 10                 | 星期一至五       | 05:40-06:40 | 15           |
| 星期一至五         | 05:40-07:00        | 8                  | 星期一至五       | 06:40-07:28 | 12           |
| 星期一至五         | 07:00-07:48        | 6                  | 星期一至五       | 07:28-08:20 | 10/11        |
| 星期一至五         | 07:48-08:55        | 8/9                | 星期一至五       | 08:20-16:50 | 10           |
| 星期一至五         | 08:55-16:05        | 10                 | 星期一至五       | 16:50-16:57 | 7            |
| 星期一至五         | 16:05-17:55        | 6/7                | 星期一至五       | 16:57-19:05 | 5/6          |
| 星期一至五         | 17:55-21:05        | 10                 | 星期一至五       | 19:05-22:35 | 10           |
| 星期一至五         | 21:05-22:05        | 12                 | 星期一至五       | 22:35-23:35 | 12           |
| 星期一至五         | 22:05-23:05        | 15                 | 星期一至五       | 23:35-00:05 | 15           |
| 星期一至五         | 23:05-00:05        | 20                 | 星期一至五       | 00:05-01:05 | 20           |
| 星期六             | 05:20-06:10        | 10                 | 星期六           | 05:40       | 05:40        |
| 星期六             | 06:18              | 06:18              | 星期六           | 06:00-07:00 | 12           |
| 星期六             | 06:26-09:06        | 5/6                | 星期六           | 07:00-09:34 | 7            |
| 星期六             | 09:06-10:06        | 7/8                | 星期六           | 09:34-14:43 | 8/9          |
| 星期六             | 10:06-16:11        | 8/9                | 星期六           | 14:43-16:58 | 7/8          |
| 星期六             | 16:11-18:52        | 7                  | 星期六           | 16:58-18:58 | 6            |
| 星期六             | 18:52-19:40        | 12                 | 星期六           | 18:58-21:05 | 8/9          |
| 星期六             | 19:40-20:50        | 10                 | 星期六           | 21:05-23:05 | 10           |
| 星期六             | 20:50-21:50        | 12                 | 星期六           | 23:05-00:05 | 15           |
| 星期六             | 21:50-22:50        | 15                 | 星期六           | 00:05-01:05 | 20           |
| 星期六             | 22:50-00:05        | 25                 |                  |             |              |
| 星期日及公眾假期   | 05:20、05:35       | 05:20、05:35       | 星期日及公眾假期 | 05:40       | 05:40        |
| 星期日及公眾假期   | 05:47-07:17        | 10                 | 星期日及公眾假期 | 06:00-08:00 | 12           |
| 星期日及公眾假期   | 07:17-13:52        | 7/8                | 星期日及公眾假期 | 08:00-13:30 | 7/8          |
| 星期日及公眾假期   | 13:52-17:04        | 8                  | 星期日及公眾假期 | 13:30-14:50 | 10           |
| 星期日及公眾假期   | 17:04-17:59        | 5/6                | 星期日及公眾假期 | 14:50-15:30 | 8            |
| 星期日及公眾假期   | 17:59-23:35        | 12                 | 星期日及公眾假期 | 15:30-19:07 | 7            |
| 星期日及公眾假期   | 23:35-00:05        | 15                 | 星期日及公眾假期 | 19:07-21:45 | 8/9          |
|                    |                    |                    | 星期日及公眾假期 | 21:45-23:25 | 10           |
| 23:25-00:25        | 15                 |                    | 星期日及公眾假期 |             |              |
| 00:25-01:05        | 20                 |                    | 星期日及公眾假期 |             |              |

276A特別班次
- 天富苑欣富閣→太平
  - 星期一至五：06:25-07:45（15/20分鐘一班）

星期六、日及公眾假期不設服務

## 收費
全程：$10.5
- 天恆邨往天祐苑或之前：$5.1
- 聚星樓往天恆邨：5.1

| - 本線設有12歲以下小童及65歲或以上長者半價優惠。 - 65歲或以上香港居民使用「樂悠咭」，以及12歲以下合資格殘疾兒童使用「殘疾人士身份」個人八達通繳付車資，均可享有每程$2.0或半價（以較低者為準）的票價優惠；12至64歲合資格殘疾人士使用「殘疾人士身份」個人八達通（包括「樂悠咭」），以及60至64歲香港居民使用「樂悠咭」繳付車資，均可享有每程$2.0或全費（以較低者為準）的票價優惠。 - 65歲或以上長者如使用長者或一般個人八達通繳付車資，則只可享有半價優惠；12至64歲合資格殘疾人士如不使用「殘疾人士身份」個人八達通，以及60至64歲人士如不使用「樂悠咭」繳付車資，必須繳付全費。 - 乘客可以現金或八達通於上車時付款，不設找續。 - 每位成人乘客可免費攜帶最多兩名4歲以下而不佔座位的兒童乘客乘車，超額之4歲以下小童必須繳付小童車費乘車。 - 持有「九巴月票」之乘客在車票有效期內，每日可享最多10程任何九龍巴士及龍運巴士路線（包括本路線，以及聯營路線的九龍巴士／龍運巴士提供的班次；惟乘搭機場「A」及「NA」線則可享原價二七折優惠（不會計算每天10次合資格車程））；而B1線則每日可享最多各2程（不會計算每天10次合資格車程）。 - 九龍巴士、城巴、龍運巴士及陽光巴士全職員工及家屬（不包括外判職員）可免費乘搭本路線，惟必須拍職員或職員家屬八達通。 - 乘客亦可透過多元化電子支付系統（e度嘟）繳付車資，包括使用非接觸式VISA卡、JCB卡、萬事達卡、銀聯卡、美國運通、大來國際、Discover Card、Apple Pay、Google Pay、Samsung Pay、AlipayHK「易乘碼」、支付寶、WeChatHK／微信支付「搭車碼」、銀聯雲閃付「乘車碼」及BOC Pay「乘車碼」。乘客使用此付款方式，使用此支付方式的乘客可享有中途下車之分段收費，以及與其他九巴／龍運獨營路線或聯營線九巴／龍運班次之轉乘優惠，惟不適用於與非九巴／龍運路線之轉乘優惠，亦不能享有「公共交通費用補貼計劃」及「長者及合資格殘疾人士公共交通票價優惠計劃」。 - 帶粗體字者為雙向分段收費，乘客必須使用八達通（九巴月票除外）上車拍卡繳費，並於下車前後於指定巴士站裝設拍卡機確認八達通，方可享有分段收費優惠。 |

### 八達通轉乘優惠
乘客登上本線後150分鐘內以同一張八達通卡轉乘以下路線，或從以下路線登車後150分鐘內以同一張八達通卡轉乘本線，次程可獲車資折扣優惠：
276A←→70K、273A
- 276A往太平 → 70K或273A往華明，次程車資全免
- 70K往清河或273A往彩園 → 276A往天恆邨，回贈回程車資

276A←→78K、79K，次程可獲$4.2折扣優惠
- 276A往太平 → 78K往沙頭角或79K往打鼓嶺
- 78K或79K往上水 → 276A往天恆邨

276A←→B1，次程可獲$4.2折扣優惠
- 276A任何方向 → B1往落馬洲
- B1往天水圍 → 276A任何方向

## 使用車輛
本線於2001年上半年開辦，適逢德國新品牌Neoplan Centroliner剛好投入服務，九巴以「新線用新車」的做法，安排276A全線以Neoplan Centroliner作掛牌，直到2018年夏季Neoplan Centroliner因車齡已高而需要退役，本線改用亞歷山大丹尼士Enviro 50012米（ATENU）及富豪超級奧林比安12米（3ASV）巴士作掛牌。
本線部份用車需抽調行走276B線，但用車不限。
現時本線與276B線合共獲派27輛亞歷山大丹尼士Enviro 500 MMC 12米（ATENU）雙層低地台空調巴士。
| 車隊編號  | 車牌   |
| --------- | ------ |
| ATENU3    | SA3262 |
| ATENU28   | SC1708 |
| ATENU41   | SC8112 |
| ATENU48   | SD4778 |
| ATENU59   | SE 304 |
| ATENU67   | SE3711 |
| ATENU139  | SH6188 |
| ATENU178  | SJ6871 |
| ATENU186  | SK 321 |
| ATENU193  | SK2093 |
| ATENU199  | SK4742 |
| ATENU220  | SL1339 |
| ATENU221  | SL2339 |
| ATENU222  | SL3783 |
| ATENU226  | SL3213 |
| ATENU228  | SL4037 |
| ATENU231  | SL4279 |
| ATENU233  | SL6083 |
| ATENU234  | SL6224 |
| ATENU236  | SL7615 |
| ATENU242  | SL7969 |
| ATENU1034 | UC6596 |
| ATENU1038 | UC6739 |
| ATENU1044 | UC9081 |
| ATENU1051 | UD2376 |
| ATENU1056 | UD2066 |
| ATENU1233 | UU3009 |

## 行車路線
天水圍（天恆邨）開經：天瑞路、天湖路、天耀路、天福路、朗天路、唐人新村交匯處、元朗公路、新田公路、粉嶺公路、寶石湖路、彩園路、百和路、保健路及保平路。
太平開經：保平路、保健路、百和路、彩園路、寶石湖路、粉嶺公路、新田公路、元朗公路、唐人新村交匯處、朗天路、天福路、天耀路、天湖路及天瑞路。

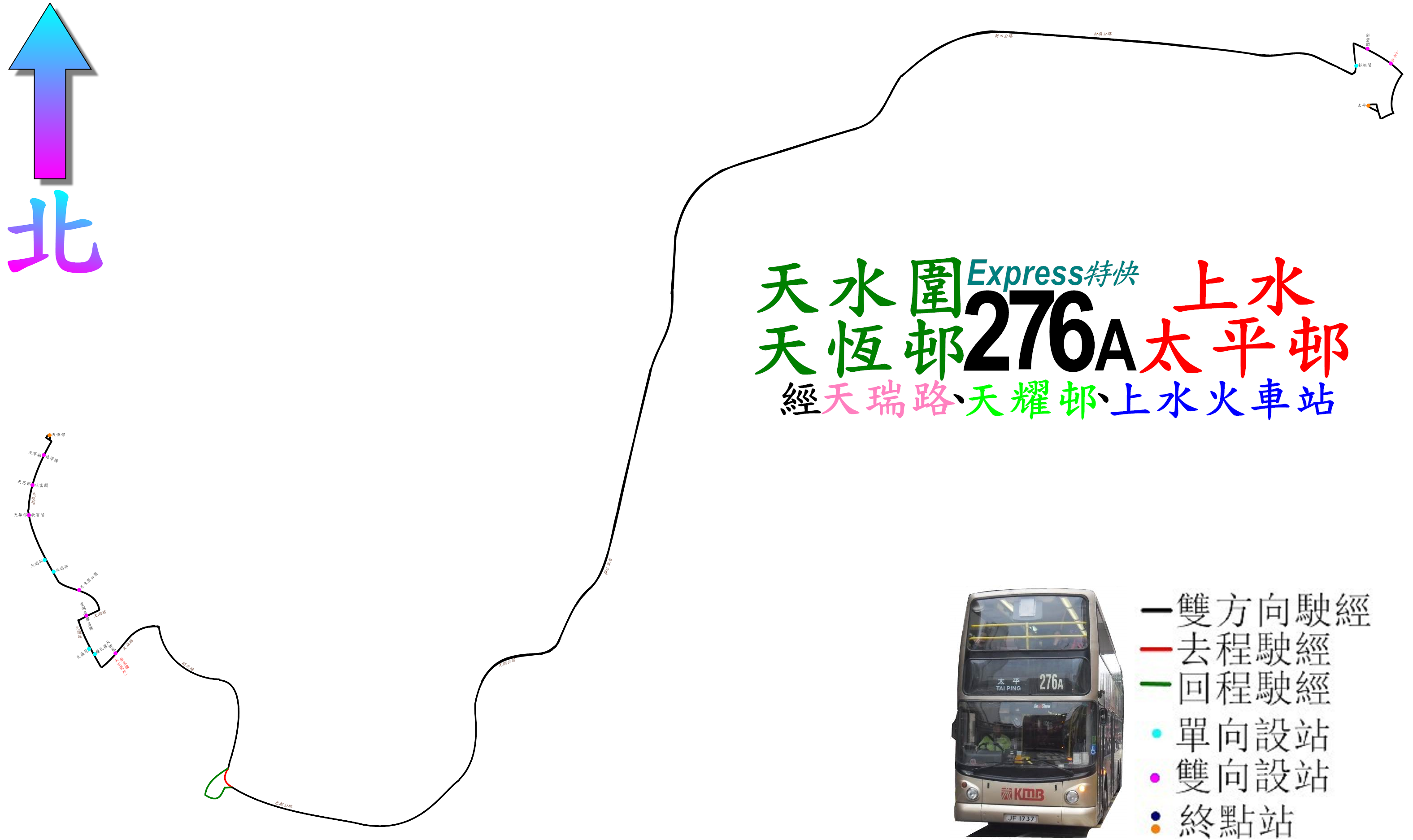
此線的走線圖

具體停站請參考資訊框

## 使用狀況
276A線無須如其他276系列繞經元朗市及落馬洲等地，加上本線班次頻密，深受乘客歡迎，更方便天水圍居民前往上水站接駁東鐵綫。於上水站的分站更經常大排長龍，使本線往天水圍方向時常出現「一站坐滿」的情況，成為北區「線王」之一。

## 事件
2023年4月30日，一輛往上水太平方向的富豪B9TL(AVBE48/MX4938)特見駛至上水彩蒲苑彩碧閣時，一名乘客掃跌貼在扶手正在攝錄行車過程的手提電話，與車上的巴士迷發生爭執。當巴士駛至上水站時，該乘客涉嫌奪走手提電話，多名巴士迷合力阻止該乘客離開，然而該青年卻按下落車門頂的緊急制開門逃走，之後為了取回遺漏在車上的外套而折返，並再掃跌貼在扶手上的手提電話並一度奪去其他人的手提電話，最終該青年在巴士車長要求下報警。警方到場了解，將案件列作糾紛，無人被捕。其他乘客需轉乘第二部巴士繼續行程，而涉事的巴士事後則轉作暫停服務離開，事件擾攘至下午3時22分才完結。